# Haukur Hilmarsson
Haukur Hilmarsson (22 de julio de 1986 - 24 de febrero de 2018), fue un activista político islandés.

## Biografía
Fue un actor crucial en iniciar un movimiento por los derechos de los refugiados en Islandia. Se hizo conocido el 2009 dura|nte las movilizaciones en Islandia por la crisis económica, luego de trepar al techo de la sede del parlamiento islandés y alzar la bandera de la cadena de supermercados Bónus en el mástil del edificio; fue arrestado luego de dos semanas, lo cual provocó que una multitud intentara asaltar los cuarteles policiales en donde Hailmarsson estaba detenido en el centro de Reikiavik, y por lo cual fue liberado.

## Muerte
Haukur fue a Siria en 2017, y se unió a la unidad anarquista de la Brigada Internacional de Liberación, la Unión Revolucionaria por la Solidaridad Internacionalista (RUIS, por sus siglas en inglés), junto a las Unidades de Protección Popular (YPG, por sus siglas en kurdo. Participó en la Campaña de Al Raqa el mismo año. El 6 de marzo de 2018, los medios turcos reportaron que Haukur había sido asesinado en un ataque aéro de las fuerzas turcas en Afrin, el 24 de febrero. Hasta el día de hoy, su cuerpo aún no ha sido recuperado.

## Vida personal
Haukur era hijo de la activista y escritora islandesa Eva Hauksdóttir.